# Хоромжанка
Хоромжанка (пол. Chorążanka) — село в Польщі, у гміні Томашів Томашівського повіту Люблінського воєводства.
Населення — 131 особа (2011).

## Історія
Первісним населенням Хоромжанки були русини, які компактно проживали на своїх історичних землях. 
У 1975—1998 роках село належало до Замойського воєводства.

## Демографія
Демографічна структура станом на 31 березня 2011 року:
|          | Загалом | Допрацездатний вік | Працездатний вік | Постпрацездатний вік |
| -------- | ------- | ------------------ | ---------------- | -------------------- |
| Чоловіки | 63      | 7                  | 48               | 8                    |
| Жінки    | 68      | 9                  | 38               | 21                   |
| Разом    | 131     | 16                 | 86               | 29                   |